# Nancy Simons
Nancy Joan Simons, nach Heirat Nancy Peterson, (* 20. Mai 1938 in Oakland, Kalifornien) ist eine ehemalige Schwimmerin aus den Vereinigten Staaten. Sie gewann bei den Olympischen Spielen 1956 eine Silbermedaille.

## Sportliche Karriere
Nancy Simons schwamm für den Chicago Town Club und für die Northwestern University. 1954 stellte sie einen Rekord der Vereinigten Staaten über 400 Meter Freistil auf der 50-Meter-Bahn auf.
Bei den Olympischen Spielen 1956 in Melbourne schied Nancy Simons über 100 Meter Freistil im Halbfinale aus. Die 4-mal-100-Meter-Freistilstaffel der Vereinigten Staaten erreichte in der Besetzung Betty Brey, Nancy Simons, Kay Knapp und Marley Shriver den Endlauf. Im Finale schwammen Sylvia Ruuska, Shelley Mann, Nancy Simons und Joan Rosazza auf den zweiten Platz hinter der australischen Staffel. Schwimmerinnen, die nur im Vorlauf eingesetzt wurden, erhielten nach den bis 1980 gültigen Regeln keine Medaillen.